# لورا ستايسي
لورا ستايسي هي لاعبة هوكي الجليد كندية، ولدت في 5 مايو 1994 في ميسيساغا في كندا.

## وصلات خارجية
- لورا ستايسي على موقع EliteProspects.com (الإنجليزية)
- لورا ستايسي على موقع اللجنة الأولمبية الدولية (الإنجليزية)
- لورا ستايسي على موقع أوليمبيديا (الإنجليزية)
- لورا ستايسي على موقع اللجنة الأولمبية الكندية (الإنجليزية)